# باربرا كاراسكو
باربرا كاراسكو (بالإنجليزية: Barbara Carrasco)‏ هي رسامة أمريكية، ولدت في 1955 في إل باسو في الولايات المتحدة.